# Dunmore East

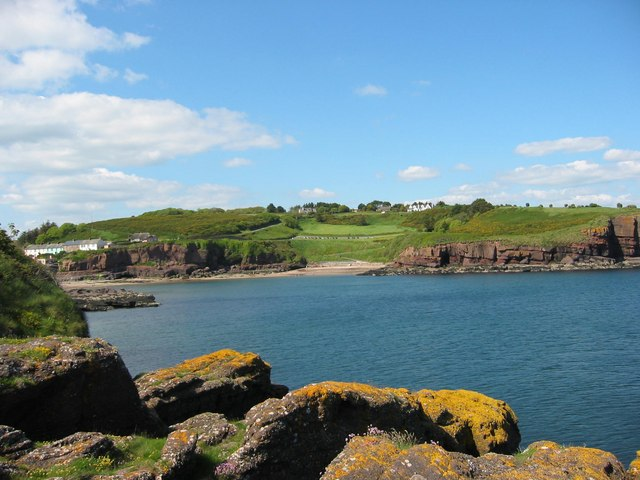
Vista del Mar Céltico desde Dunmore East.

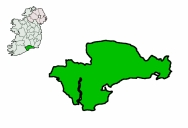
Condado de Waterford

Dunmore East (irlandés: An Dún Mór Thoir) es un pueblo turístico y pesquero. Se encuentra en el condado de Waterford, Irlanda. Situado en el lado oeste del puerto de Waterford en la costa sureste de Irlanda, se encuentra dentro de la baronía de Gaultier (Gáll Tír – "tierra de los extranjeros" en irlandés): una referencia a la afluencia de colonos vikingos y normandos en el área.